# Liga Sudamericana de Baloncesto Femenino de 2023
La Liga Sudamericana de Baloncesto Femenino 2023 fue la sexta edición de este torneo con esta denominación si se considera la edición del 2002, y la 21.° edición en general de la competencia continental para clubes de básquetbol femenino. Participaron ocho equipos de seis países, disputándose en dos sedes entre mayo y junio de 2023.

## Equipos participantes
| País              | Equipos                      | Vía de clasificación                                          |
| ----------------- | ---------------------------- | ------------------------------------------------------------- |
| Argentina 2 cupos | Deportivo Berazategui Quimsa |                                                               |
| Bolivia 1 cupo    | San Simón                    | Campeón de la Liga Boliviana de Básquetbol Femenino 2022      |
| Chile 1 cupo      | Sportiva Italiana            | Campeón de la Liga Chilena de Básquetbol Femenino 2022        |
| Ecuador 1 cupo    | Unión Deportiva Juvenil      | Subcampeón de la Liga Ecuatoriana de Baloncesto Femenino 2022 |
| Uruguay 1 cupo    | Club Atlético Aguada         |                                                               |
| Colombia 2 cupos  | Indeportes Antioquia Búcaros |                                                               |

## Modo de disputa
El torneo estuvo dividido en dos etapas: una ronda preliminar y un cuadrangular final.
Primera ronda
Los ocho participantes se dividieron en dos grupos en dos sedes, una por grupo, donde disputaron partidos en un sistema de todos contra todos dentro de cada grupo. A fin de puntuar, cada equipo recibe 2 puntos por victoria y uno por derrota. Los dos primeros de cada grupo avanzarán al cuadrangular final, mientras que los demás dejaron de participar.
Las sedes y grupos fueron:
- Grupo A: Santiago del Estero, Argentina, del 4 al 6 de mayo. El grupo contó con la presencia del local, Asociación Atlética Quimsa, sumado al Club Atlético Aguada (Uruguay), Club Universitario San Simón (Bolivia) y el Club Sociedad Sportiva Italiana (Chile).
- Grupo B: Medellín, Colombia, del 11 al 13 de mayo, con el local Indesportes Antioquia, Búcaros (Colombia), UDJ Santa María (Ecuador) y el Club Deportivo Berazategui (Argentina).

Final Four
Los dos primeros se enfrentaron a los dos segundos de cada grupo en semifinales. Los dos ganadores pasaron a disputar la final, mientras que los perdedores jugaron un partido por el tercer puesto. Estos partidos fueron disputados el 10 y 11 de junio, en la ciudad de Santiago del Estero (Argentina), por lo que el club Quimsa actuó nuevamente como local.

## Primera fase

### Grupo A
| Pos. | Equipo                          | Pts | PJ | PG | PP | PF  | PC  | Dif |
| ---- | ------------------------------- | --- | -- | -- | -- | --- | --- | --- |
| 1.   | Asociación Atlética Quimsa      | 6   | 3  | 3  | 0  | 217 | 165 | 52  |
| 2.   | Aguada                          | 5   | 3  | 2  | 1  | 169 | 152 | 17  |
| 3.   | Club Sociedad Sportiva Italiana | 4   | 3  | 1  | 2  | 194 | 217 | -23 |
| 4.   | Club Universitario San Simón    | 3   | 3  | 0  | 3  | 159 | 205 | -46 |

|  | Clasificado a la siguiente ronda. |

Los horarios corresponden al huso horario de Santiago del Estero, UTC –3:00.
| 4 de mayo, 19:30 | Aguada                                                            | 54–50                | Sportiva Italiana                                                 | Santiago del Estero |  |
|                  | Parciales: 14- 18, 14- 9, 16- 9, 10- 14                           |                      |                                                                   |                     |  |
|                  | Estadísticas Macarena D'urso 13 Sofia Herrera 9 Macarena D'urso 3 | Reporte Pts Reb Asts | Estadísticas Catalina Perez 12 Andrea Valde 11 Thiare Gutiérrez 6 |                     |  |

| 4 de mayo, 22:00 | Quimsa                                                         | 70–41                | Universitario San Simón                                              | Santiago del Estero |  |
|                  | Parciales: 21- 13, 13- 8, 15- 12, 21- 8                        |                      |                                                                      |                     |  |
|                  | Estadísticas Sofia Acevedo 22 Andrea Boquete 8 Rocio Estrada 5 | Reporte Pts Reb Asts | Estadísticas Romina Rodriguez 12 Gabriela Herbas 8 Agustina Garcia 2 |                     |  |

| 5 de mayo, 19:30 | Universitario San Simón                                            | 44–58                | Aguada                                                               | Santiago del Estero |  |
|                  | Parciales: 12- 17, 20- 13, 3- 16, 9- 12                            |                      |                                                                      |                     |  |
|                  | Estadísticas Alexus Johnson 19 Alexus Johnson 11 Agustina Garcia 3 | Reporte Pts Reb Asts | Estadísticas Macarena D'urso 21 Stephanie Madden 9 Julieta Armesto 3 |                     |  |

| 5 de mayo, 22:00 | Sportiva Italiana                                                    | 67–89                | Quimsa                                                           | Santiago del Estero |  |
|                  | Parciales: 10- 27, 19- 18, 17- 21, 21- 23                            |                      |                                                                  |                     |  |
|                  | Estadísticas Paula Carrasco 16 Thiare Gutiérrez 6 Thiare Gutiérrez 5 | Reporte Pts Reb Asts | Estadísticas Andrea Boquete 15 Julieta Mungo 11 Andrea Boquete 9 |                     |  |

| 6 de mayo, 19:30 | Sportiva Italiana                                             | 77–74                | Universitario San Simón                                              | Santiago del Estero |  |
|                  | Parciales: 12- 14, 12- 15, 15- 7, 22- 25 (T.E.: 16- 13)       |                      |                                                                      |                     |  |
|                  | Estadísticas Paula Carrasco 24 Andrea Valde 10 Andrea Valde 6 | Reporte Pts Reb Asts | Estadísticas Romina Rodriguez 20 Marcela Viscarra 15 Kimberly Anze 5 |                     |  |

| 6 de mayo, 22:00 | Quimsa                                                          | 58–57                | Aguada                                                                | Santiago del Estero |  |
|                  | Parciales: 19- 14, 9- 16, 12- 11, 18- 16                        |                      |                                                                       |                     |  |
|                  | Estadísticas Julieta Mungo 20 Andrea Boquete 11 Rocio Estrada 4 | Reporte Pts Reb Asts | Estadísticas Stephanie Madden 23 Stephanie Madden 8 Macarena D'urso 5 |                     |  |

### Grupo B
| Pos. | Equipo                  | Pts | PJ | PG | PP | PF  | PC  | Dif |
| ---- | ----------------------- | --- | -- | -- | -- | --- | --- | --- |
| 1.   | Búcaros                 | 6   | 3  | 3  | 0  | 234 | 191 | 43  |
| 2.   | Indeportes Antioquia    | 5   | 3  | 2  | 1  | 185 | 170 | 15  |
| 3.   | Berazategui             | 4   | 3  | 1  | 2  | 174 | 161 | 13  |
| 4.   | Unión Deportiva Juvenil | 3   | 3  | 0  | 3  | 142 | 213 | -71 |

|  | Clasificado a la siguiente ronda. |

Los horarios corresponden al huso horario de Medellín, UTC –5:00.
| 11 de mayo, 17:00 | Búcaros                                              | 71–69                | Berazategui                                                | Medellín |  |
|                   | Parciales: 12- 22, 21- 18, 16- 14, 22- 15            |                      |                                                            |          |  |
|                   | Estadísticas Laura Acosta 18 Wendy Coy 9 Kai James 3 | Reporte Pts Reb Asts | Estadísticas Agustina Marin 23 Mayra Leiva 9 Mayra Leiva 5 |          |  |

| 11 de mayo, 19:30 | Indeportes Antioquia                                          | 66–49                | Unión Deportiva Juvenil                                          | Medellín |  |
|                   | Parciales: 12- 11, 26- 7, 11- 20, 17- 11                      |                      |                                                                  |          |  |
|                   | Estadísticas Yuliany Paz 13 Carolina Lopez 9 Carolina Lopez 4 | Reporte Pts Reb Asts | Estadísticas Lucía Garrido 18 Marjorie Caicedo 8 Lucía Garrido 2 |          |  |

| 12 de mayo, 17:00 | Berazategui                                                    | 53–32                | Unión Deportiva Juvenil                                    | Medellín |  |
|                   | Parciales: 13- 11, 14- 9, 13- 0, 13- 12                        |                      |                                                            |          |  |
|                   | Estadísticas Agustina Marin 14 Mayra Leiva 11 Isabel Latorre 3 | Reporte Pts Reb Asts | Estadísticas Doris Lasso 7 María Mora 11 Heidy Guayaquil 2 |          |  |

| 12 de mayo, 19:30 | Búcaros                                                    | 69–61                | Indeportes Antioquia                                          | Medellín |  |
|                   | Parciales: 25- 19, 18- 19, 14- 18, 12- 5                   |                      |                                                               |          |  |
|                   | Estadísticas Eshaya Murphy 28 Eshaya Murphy 14 Kai James 4 | Reporte Pts Reb Asts | Estadísticas Jenifer Muñoz 28 Yuliany Paz 10 Carolina Lopez 3 |          |  |

| 13 de mayo, 17:00 | Unión Deportiva Juvenil                                          | 61–94                | Búcaros                                               | Medellín |  |
|                   | Parciales: 17- 20, 19- 26, 17- 26, 8- 22                         |                      |                                                       |          |  |
|                   | Estadísticas Viviana Zurita 12 Lucía Garrido 10 Viviana Zurita 2 | Reporte Pts Reb Asts | Estadísticas Kai James 21 Kai James 11 Yaneth Arias 5 |          |  |

| 13 de mayo, 19:30 | Indeportes Antioquia                                           | 58–52                | Berazategui                                                 | Medellín |  |
|                   | Parciales: 11- 20, 12- 10, 19- 8, 16- 14                       |                      |                                                             |          |  |
|                   | Estadísticas Jenifer Muñoz 23 Jenifer Muñoz 15 Jenifer Muñoz 4 | Reporte Pts Reb Asts | Estadísticas Mayra Leiva 16 Mayra Leiva 9 Ornella Santana 5 |          |  |

## Final Four

### Cuadro
|  | Semifinales          | Semifinales |    |        | Final                | Final       |  |
|  | 10 de junio          | 10 de junio |    |        | 11 de junio          | 11 de junio |  |
|  |                      |             |    |        |                      |             |  |
|  |                      |             |    |        |                      |             |  |
|  | Quimsa               | 77          |    |        |                      |             |  |
|  | Indeportes Antioquia | 80          |    |        |                      |             |  |
|  |                      |             |    |        |                      |             |  |
|  |                      |             |    |        |                      |             |  |
|  |                      |             |    |        | Indeportes Antioquia | 82          |  |
|  |                      | Aguada      | 69 |        |                      |             |  |
|  |                      |             |    |        |                      |             |  |
|  |                      |             |    |        |                      |             |  |
|  |                      |             |    |        | Tercer lugar         |             |  |
|  |                      |             |    |        |                      |             |  |
|  | Búcaros              | 75          |    | Quimsa | 50                   |             |  |
|  | Aguada               | 78          |    |        | Búcaros              | 74          |  |

Los horarios corresponden al huso horario de Santiago del Estero, UTC –3:00.

### Semifinales
| 10 de junio, 18:00 | Búcaros                                                       | 75–78                | Aguada                                                                  | Santiago del Estero, Argentina       |  |
|                    | Parciales: 18- 22, 17- 14, 24- 21, 16- 21                     |                      |                                                                         |                                      |  |
|                    | Estadísticas Paola Ferrari 23 Eshaya Murphy 9 Paola Ferrari 4 | Reporte Pts Reb Asts | Estadísticas Stephanie Madden 23 Stephanie Madden 13 Macarena D'urso 11 | Pabellón: Estadio Ciudad Árbitros: - |  |

| 10 de junio, 21:00 | Quimsa                                                           | 77–80                | Indeportes Antioquia                                       | Santiago del Estero, Argentina       |  |
|                    | Parciales: 20- 18, 20- 22, 15- 23, 22- 17                        |                      |                                                            |                                      |  |
|                    | Estadísticas Andrea Boquete 21 Celia Fiorotto 9 Andrea Boquete 6 | Reporte Pts Reb Asts | Estadísticas Yuliany Paz 19 Yuliany Paz 15 Manuela Rios 11 | Pabellón: Estadio Ciudad Árbitros: - |  |

### 3º Puesto
| 11 de junio, 18:00 | Quimsa                                                                | 50–74                | Búcaros                                                      | Santiago del Estero, Argentina       |  |
|                    | Parciales: 14- 17, 14- 23, 9- 15, 13- 19                              |                      |                                                              |                                      |  |
|                    | Estadísticas Malvina D' Agostino 15 Andrea Boquete 8 Andrea Boquete 6 | Reporte Pts Reb Asts | Estadísticas Eshaya Murphy 17 Yaneth Arias 9 Paola Ferrari 4 | Pabellón: Estadio Ciudad Árbitros: - |  |

### Final
| 11 de junio, 21:00 | Indeportes Antioquia                                        | 82–69                | Aguada                                                                | Santiago del Estero, Argentina       |  |
|                    | Parciales: 27- 16, 17- 24, 15- 16, 23- 13                   |                      |                                                                       |                                      |  |
|                    | Estadísticas Jenifer Muñoz 28 Manuela Rios 9 Manuela Rios 4 | Reporte Pts Reb Asts | Estadísticas Florencia Chagas 23 Stephanie Madden 8 Macarena D'urso 4 | Pabellón: Estadio Ciudad Árbitros: - |  |

Indeportes Antioquia

Campeón

1er. título

## Equipo ideal
Finalizado el torneo, la organización designó el siguiente equipo ideal de la competencia:
- Jenifer Muñoz (Indeportes Antioquia) - Jugadora más valiosa (MVP)
- Manuela Ríos - Indeportes Antioquia (Base)
- Macarena D’Urso - Aguada (Base)
- Eshaya Murphy - Búcaros (Alera)
- Stephanie Madden - Aguada (Pívot)